# Лет 3
Лет 3 је алтернативни рок састав из Хрватске чију основу чине басиста Дамир Мартиновић Мрле и певач Зоран Продановић Прља. Основан је 1987. године у Ријеци као наставак музичког састава Лет 2 који је био део Структурних птица, које је Мартиновић основао после Термита. Њихов заштитни знак су дуги бркови и провокативни наступи. Састав је током више деценија постојања постао познат по својим провокативним концертима током којих се чланови групе обично скидају да би га на крају окончали само са накурњацима на себи. Још један од честих сегмената њихових наступа су и овце на сцени, мерење дужина полних органа, црвени каранфили у анусима итд. Своју ексцентричност су испољавали и на албумима. Албум из „Нечувено“ 1997. је заправо био празан ЦД на коме није чак ни тишина била наснимљена и том приликом су продали око 350 копија албума. Наредни албум, издан 2000. године под називом „Једина“ се појавио у продаји у само једном комаду, који је после неколико месеци поново издан у три различита облика у нормалном тиражу. Њихов последњи албум „Бомбардирање Србије и Чачка“ који се појавио 2005. године је својим називом и омотом (на коме су чланови групе у народним ношњама са простора СФРЈ са дубровачким старим градом у позадини) привукао велику пажњу јавности, поготово након избацивања сингла „Радо иде Србин у војнике (Пичка)“ за који је снимљен спот у коме чланови састава у српским народним ношњама седе на каучу и мастурбирају. Поред свега тога они су 2000. године извели перформанс током кога су извршили колективно самоубиство стрељачким водом на тргу бана Јелачића у Загребу због стања у хрватској музици. За своје музичко стваралаштво су освојили већи број награда, међу којима је најрепрезентативнија награда за песму године у Хрватској коју су добили 2001. године са песму „Професор Јаков“. Њихова музика у себи има много елемената различитих музичких праваца, док текстови често на шаљив начин приказују неке ствари.

## Најпознатије песме
- „Вјеран пас“ (песму су првобитно објавили Термити)
- „Изгубљени“
- „Нафта“
- „Дрога“
- „Континентио“
- „Професор Јаков“
- „Дијете у времену“
- „Ријечке пичке“
- „Тази-тази“

## Чланови Лета 3

### Тренутна постава
- Дамир Мартиновић Мрле, бас-гитара, пратећи вокали
- Зоран Продановић Прља, вокали
- Иван Шарар Фаф, клавијатуре
- Бранко Ковачић Хуста, бубњеви
- Дражен Баљак, гитара, мандолина
- Матеј Зец Кнки, гитара

### Некадашњи чланови
- Ивица Дражић Мики, гитара
- Ненад Тубин, бубњеви
- Игор Перковић Гиги, гитара
- Оријен Модрушан, гитара
- Ален Тибијаш, бубњеви
- Марко Брадашија, бубњеви

## Албуми
1. „Ту догз факин`“ (енгл. Two dogs fuckin') (1989)
2. „Ел Десперадо“ (енгл. El Desperado) (1991)
3. „Пис“ (енгл. Peace) (1994)
4. „Живи курац“ (уживо) (1996)
5. „Нечувено“ (1997)
6. „Једина“ (2000)
7. „Бомбардирање Србије и Чачка“ (2005)